# Попов, Игорь Алексеевич
Игорь Алексеевич Попов (род. 1964) — председатель Приморского краевого суда с 7 июля 2018 года.
Родился в 1964 году. В 1989 году окончил следственно-криминалистический факультет Харьковского юридического института. Рабочую карьеру начал в Жовтневом РОВД Луганска (тогда Ворошиловград). В 1995 был переведён на Дальний Восток, работал в следственном отделе Арсеньевского ГОВД Приморского края, затем перешёл на судебную работу в Арсеньевский городской суд.
- 2003—2011 — судья Приморского краевого суда.
- 2011—2018 — заместитель председателя Приморского краевого суда.

Указом Президента Российской Федерации № 408 от 7 июля 2018 года назначен председателем Приморского краевого суда.